# ルイ・アルマン2世 (コンティ公)
ルイ・アルマン2世・ド・ブルボン＝コンティ （Louis Armand II de Bourbon-Conti, comte de La Marche, d'Alais, de Beaumont-sur-Oise et de Pézenas, prince de Conti, duc de Mercœur, seigneur de L'Isle-Adam, 1696年11月10日 - 1727年5月4日）は、フランスの貴族。第4代コンティ公。

## 生涯
コンティ公フランソワ・ルイと妻マリー＝テレーズ・ド・ブルボン＝コンデの長男として、ヴェルサイユで生まれた。
ルイ・アルマン2世はルイ14世と摂政オルレアン公フィリップ2世に多大な寛容さを持って扱われた。スペイン継承戦争においてクロード・ド・ヴィラール元帥の下で従軍するが、彼は父親のような軍事の才能に欠けていた。
1713年、母方の従姉であるルイーズ・エリザベート・ド・ブルボン＝コンデと結婚した。なお、同時期にルイ・アルマンの姉マリー・アンヌがルイーズ・エリザベートの兄ブルボン公ルイ・アンリと結婚している。ルイ・アルマンはルイーズ・エリザベートとの間に1男1女をもうけた。
- ルイ・フランソワ1世（1717年 - 1776年）
- ルイーズ・アンリエット（1726年 - 1759年）

彼は経済学者ジョン・ローの揺るぎない後援者であり、多大な額の金をもうけた。